# Emrah Kuş
Emrah Kuş (ur. 13 października 1988) – turecki zapaśnik walczący w stylu klasycznym. Srebrny medalista mistrzostw świata w 2018 i brązowy w 2013. Trzeci na mistrzostwach Europy w 2019. Triumfator igrzysk śródziemnomorskich w 2013. Dwunasty na igrzyskach europejskich w 2015. Brązowy medalista igrzysk solidarności islamskiej w 2021. Czwarty w Pucharze Świata w 2015 i 2017, a dziewiąty w 2011. Mistrz Europy juniorów w 2007 roku.